# Duet (The Flash)
"Duet" é o décimo sétimo episódio da terceira temporada da série de televisão da The CW, The Flash, que foi ao ar em 21 de março de 2017. O episódio foi escrito por Aaron Helbing e Todd Helbing a partir de uma história de Greg Berlanti e Andrew Kreisberg, e foi dirigido por Dermott Downs. O episódio apresenta um crossover musical com Supergirl e reúne Grant Gustin e Melissa Benoist com seu ex-colega de Glee, Darren Criss, que interpreta o Maestro de Música. Jesse L. Martin também se reúne com Jeremy Jordan, com quem já havia trabalhado no musical Joyful Noise de 2012. A história começa no final do episódio de Supergirl, "Desafortunada", que foi ao ar em 20 de março de 2017, que viu Kara Danvers / Supergirl (Benoist) hipnotizada em coma pelo Maestro de Música, com Mon-El (Chris Wood) e J'onn J'onzz / Caçador de Marte (David Harewood) trazendo-a para a Terra-1 na esperança de que o Time Flash possa salvá-la.

## Enredo
J'onn J'onzz e Mon-El da Terra-38 chegam à Terra-1 com uma Kara Danvers em coma, na esperança de que Barry Allen e sua equipe possam reanimá-la. Eles avisam Barry que o prisioneiro fugitivo, Maestro de Música, afirmou que ele iria atrás dele também. O Maestro ataca e coloca Barry em coma também. Barry acorda e se encontra sem seus poderes em um mundo dos sonhos musicais, onde descobre Kara cantando em uma boate ("Moon River") e onde todos se parecem com pessoas que conhecem no mundo real. O Maestro diz a Kara e Barry que se eles seguirem o roteiro, eles retornarão ao mundo real. Ele os avisa, porém, que se morrerem neste mundo, morrerão na vida real ("Put a Little Love in Your Heart").
Barry e Kara são forçados a trabalhar como cantores em uma boate dirigida pelo gangster Cutter Moran. Os rivais de Cutter, Digsy Foss, e seu marido fazem seus homens sequestrarem Barry e Kara e dizem-lhes para encontrarem sua filha, Millie Foss, que eles acreditam estar sendo mantida como refém por Cutter. Barry e Kara encontram Millie em um relacionamento proibido com o filho de Cutter, Tommy Moran. Eles convencem o casal a revelar seu amor, o que ajuda Barry e Kara a perceber seus próprios erros. Digsy, seu marido e Cutter aparentemente dão sua aprovação ("More I Cannot Wish You"), mas posteriormente decidem ir para a guerra. Enquanto isso, no mundo real, é revelado que o Maestro roubou os poderes de Barry e Kara, usando-os para roubar um banco. Cisco Ramon, Wally West e J'onn chegam para lutar contra o Maestro. Eles o derrotam e o prendem em um cela dos laboratórios S.T.A.R..
De volta à realidade musical, Barry e Kara se preparam para cantar uma canção original para apaziguar Cutter ("Super Friend"), mas a guerra de gangues começa do lado de fora. Barry e Kara são baleados no fogo cruzado e estão morrendo, mas Cisco, Mon-El e Iris entram em seu mundo para salvá-los, permitindo que Barry e Kara admitam seu amor por Iris e Mon-El respectivamente. Eles acordam nos laboratórios S.T.A.R.. O Maestro escapa de sua cela, revelando a Barry e Kara que ele só queria que eles percebessem seu amor antes de partir. Kara, J'onn e Mon-El retornam à Terra-38 e Barry e Iris voltam a morar juntos. Barry faz uma serenata e pede Iris em casamento, que aceita ("Runnin' Home to You").

## Produção

### Elenco
Os membros do elenco principal Grant Gustin, Candice Patton, Danielle Panabaker, Carlos Valdes, Keiynan Lonsdale, Tom Cavanagh e Jesse L. Martin estrelam como Barry Allen / Flash, Iris West, Caitlin Snow, Cisco Ramon / Vibro, Wally West / Kid Flash, Harrison "HR" Wells e Joe West, respectivamente. Em janeiro de 2017, Darren Criss foi escalado como Maestro de Música. Além disso, o elenco convidado do episódio inclui Melissa Benoist como Kara Danvers / Supergirl, David Harewood como J'onn J'onzz / Caçador de Marte e Chris Wood como Mon-El, reprisando seus papéis de Supergirl, junto com o ator Victor Garber de Legends of Tomorrow, O ator Jeremy Jordan de Supergirl e John Barrowman de Arrow e Legends of Tomorrow desempenhando papéis diferentes.

### Filmagens
As filmagens do episódio ocorreram de 1º de fevereiro a 15 de fevereiro de 2017, e foi dirigido pelo veterano da série Dermott Daniel Downs.

### Música
Em janeiro de 2017, Rachel Bloom revelou que havia escrito uma música original para o episódio, intitulada "Superfriends", e seria cantada por Gustin e Benoist. Bloom explicou que, "assim que soube que eles estavam fazendo um crossover musical, mandei um e-mail para Mark Pedowitz [presidente da CW], que me conectou a Greg [Berlanti] e Andrew [Kreisberg]. Eu imediatamente ofereci meus serviços. Como assim que eles escolheram uma de minhas idéias para músicas, eu pulei no telefone com meu antigo chefe do Frango Robô, Tom Root e ... com base nesse brainstorm, escrevi a música 'Superfriends'. Estou muito animado para contribuir mais para a tendência ascendente que é musicais na televisão e no cinema. A música pode ser uma das formas mais incríveis e eficientes de contar histórias e desenvolver personagens. Além disso, foi muito divertido escrever uma canção de comédia para dois super-heróis." A canção foi depois renomeado "Super Friend".
Além disso, Benj Pasek e Justin Paul, vencedores do Oscar de Melhor Canção Original por escreverem a letra de "City of Stars" em La La Land, foram os autores de outra canção escrita para o episódio, "Runnin' Home to You" , que foi interpretado por Gustin. Kreisberg comentou: "Benj e Justin são a primeira dupla de compositores do nosso tempo ... Tê-los como parte do nosso episódio musical está além de nossas expectativas. Esperamos que todos se apaixonem pela música que escreveram para nós tanto quanto nós fizemos."
Uma trilha sonora, intitulada, The Flash – Music from the Special Episode: Duet, foi lançada em 22 de março de 2017 pela WaterTower Music contendo as canções do episódio.
| The Flash – Music from the Special Episode: Duet |                                        |                                            |                                                             |         |  |
| N.º                                              | Título                                 | Compositor(es)                             | Artista(s)                                                  | Duração |  |
| 1.                                               | "Meet the Music Meister"               | Blake Neely                                |                                                             | 2:45    |  |
| 2.                                               | "Moon River"                           | Johnny Mercer Henry Mancini                | Melissa Benoist                                             | 2:14    |  |
| 3.                                               | "Put a Little Love in Your Heart"      | Jackie DeShannon Jimmy Holiday Randy Myers | Darren Criss, Jeremy Jordan, Carlos Valdes & John Barrowman | 1:54    |  |
| 4.                                               | "More I Cannot Wish You"               | Frank Loesser                              | Jesse L. Martin, Victor Garber & John Barrowman             | 2:38    |  |
| 5.                                               | "Super Friend"                         | Rachel Bloom Tom Root                      | Melissa Benoist & Grant Gustin                              | 2:14    |  |
| 6.                                               | "Runnin' Home to You"                  | Benj Pasek Justin Paul                     | Grant Gustin                                                | 2:46    |  |
| 7.                                               | "Runnin' Home to You" (guitar version) | Pasek Paul                                 | Grant Gustin                                                | 2:45    |  |
| Duração total:                                   | Duração total:                         | Duração total:                             | Duração total:                                              | 17:16   |  |

## Lançamento

### Exibição
Depois de começar na cena final do episódio de 20 de março de 2017 de Supergirl, "Duet" foi ao ar nos Estados Unidos na The CW em 21 de março de 2017. Foi transmitido simultâneamente com a transmissão dos EUA no Canadá pela CTV Two.

### Marketing
No início de março de 2017, um pôster promocional para o episódio foi lançado, sendo comercializado como "Dueto Dinâmico", um jogo de palavras com a frase "Duo Dinâmico". Na Austrália, onde The Flash e Supergirl foram ao ar na Fox8, o crossover foi comercializado como um evento de duas noites chamado "DC Musical Crossover".

### Resposta Crítica
Jesse Schedeen do IGN deu ao episódio uma "incrível" 9,6 de 10. Ele sentiu que a premissa era "estúpida", mas fez um bom trabalho incorporando a continuidade existente de ambas as séries, como construir "diretamente nas recentes tribulações românticas na vidas de Barry e Kara." Ele gostou da parceria do Kid Flash com o Caçador de Marte e o Vibro, e ficou feliz que os escritores não "tentaram forçar uma subtrama romântica envolvendo Barry e Kara. Como seu número de "Super Friends" mostrou, eles são melhores como amigos do que os amantes." Scott Von Doviak do  The AV Club deu ao episódio um "A−", dizendo que havia uma boa química entre Gustin e Benoist e que Gustin foi capaz de "se reconectar com o lado cativante do personagem". Von Doviak concluiu, "Provavelmente é logisticamente insustentável para eles serem mais do que 'superamigos', mas se este show precisava da energia positiva que eles geram juntos, agora era certamente a hora."

## Ligação externa
- Duet no IMDb (em inglês)